# Stellifer pizarroensis
Stellifer pizarroensis är en fiskart som beskrevs av Hildebrand, 1946. Stellifer pizarroensis ingår i släktet Stellifer och familjen havsgösfiskar. IUCN kategoriserar arten globalt som livskraftig. Inga underarter finns listade i Catalogue of Life.